# اقتراع أوريغون 92

النتائج حسب المقاطعة:
نعم
لا

كانَ مقياس الاقتراع في ولاية أوريغون 92 ويُعرَف اختصارًا باسمِ اقتراع أوريغون 92 اقتراعٌ في ولاية أوريغون الأمريكية لتحديد ما إذا كان سيتم سنّ قانون يتطلب وضع العلامات على الأطعمة المعدلة وراثيًا المنتَجة والمباعة في ولاية أوريغون أم لا. كان الإجراء 92 قريبًا بما يكفي لبدء إعادة الفرز، وفي النهاية لم يتم تمريره لأنّ نسبة 50.3٪ من أصوات الولاية كانت ضد وضع علامة أو تصنيف الكائنات المعدلة وراثيًا.

## الاقتراع
| مصدر الاستطلاع | التاريخ                  | العدد | هامش الخطأ | نعم | لا  | غير محدد |
| -------------- | ------------------------ | ----- | ---------- | --- | --- | -------- |
| SurveyUSA      | من 23 إلى 27 أكتوبر 2014 | 552   | ± 4.3٪     | 44٪ | 43٪ | 13٪      |
| SurveyUSA      | من 16 إلى 19 أكتوبر 2014 | 561   | ± 4.2٪     | 44٪ | 37٪ | 19٪      |
| SurveyUSA      | من 22 إلى 24 سبتمبر 2014 | 568   | ± 4.2٪     | 53٪ | 21٪ | 26٪      |
| SurveyUSA      | 1-5 أغسطس 2014           | 564   | ± 4.2٪     | 54٪ | 16٪ | 30٪      |
| SurveyUSA      | من 5 إلى 9 يونيو 2014    | 560   | ± 4.2٪     | 51٪ | 14٪ | 35٪      |

## النتائج
| شهادة              | الأصوات المؤيّدة | الأصوات المعارضة |
| ------------------ | --------------- | ---------------- |
| أصليّة              | 752،687         | 753،489          |
| بعد إعادة الاحتساب | 752.737         | 753،574          |